# Daisetsuzan nationalpark
Daisetsuzan nationalpark (大雪山国立公園 Daisetsuzan Kokuritsu Kōen?), eller Taisetsuzan är Japans näst största nationalpark. Den är belägen i de centrala bergiga och vulkaniskt akiva delarna av Hokkaido och inrymmer bland annat Hokkaidos högsta berg Asahidake 2290 m ö.h. Området har vulkanisk aktiviet och vulkanen Tokachidake söder om Asahidake hade utbrott senast 2004. Det finns en mängd varma källor, onsen i parken. Den täta vegetationen i stora delar av parken gör att besökare i praktiken är hänvisade till de stigar som finns.
Det japanska namnet Daisetsuzan betyder 'stort snöigt berg'. På språket ainu heter området Kamui-mintara, som betyder Gudarnas lekplats. 
Parken har runt 6 miljoner besökare per år, varav många kommer för att se höstfärgerna.